# Parafia św. Jana Chrzciciela w Biskupicach
Parafia św. Jana Chrzciciela – rzymskokatolicka parafia, znajdująca się we wsi Biskupice, należąca do dekanatu Wołczyn w diecezji kaliskiej.

## Historia parafii
Parafia rzymskokatolicka w Biskupicach została erygowana w 1945 roku. Obecnie jej proboszczem jest ksiądz Andrzej Szulc.